# Grand Ballet du Marquis de Cuevas
Grand Ballet du Marquis de Cuevas (también Ballet de Cuevas) fue una compañía de ballet creada en 1947 después de la Segunda Guerra Mundial en Francia a partir del extinguido Ballet de Monte Carlo. Su creador fue el mecenas norteamericano de origen chileno George de Cuevas que intentó emular el esplendor de los Ballets Rusos de Diáguilev reuniendo en su compañía a los mejores coreógrafos, bailarines, escenógrafos y músicos del momento, y creando un repertorio clásico enriquecido con creaciones modernas. El Ballet de Cuevas atrajo por su carácter internacional y su calidad artística a grandes figuras de la danza de todo el mundo y fue hasta su disolución, en junio de 1962, un punto de referencia para los profesionales y los amantes de la danza.

## Historia
El Ballet de Cuevas se presentó en 1947 en la Ópera de Vichy y poco después en París. La compañía, centrada en Cannes, tenía un carácter itinerante y hacía giras por todo el mundo. Tuvo prestigiosos maestros de ballet y coreógrafos como los rusos veteranos Bronislava Nijinska y Nicholas Beriosoff, o los jóvenes norteamericanos John Taras y William Dollar. Alcanzó su momento de apogeo en la segunda parte de los años 50, época en la que contaba en su elenco con estrellas internacionales como Rosella Hightower, Marjorie Tallchief, George Skibine, Serge Golovine, Genia Melikova, Vladimir Skouratoff, Ana Ricarda o Nicolas Polajenko, y presentaba artistas invitados de la talla de Nina Vyroubova, Erik Bruhn o Alicia Markova.
En su repertorio el Ballet de Cuevas llevaba además de ballets clásicos como El lago de los cisnes, Giselle o Pas de Quatre, reposiciones de ballets de la época dorada de los Ballets Rusos cuidadosamente recuperados por Nijinska y Beriosoff, entre otros El Espectro de la rosa, Petrushka, El príncipe Ígor y Les Sylphides. Las tendencias coreográficas modernas estaban representadas por ballets de George Balanchine (Concerto Barocco, La somnambule), David Lichine (Le moulin enchanté) o Léonide Massine (Le beau Danube) y de coreógrafos nuevos como Janine Charrat (Diagramme), John Taras (Tarasiana, Piège de lumière) y William Dollar (Constantia).

## Despedida
El Ballet de Cuevas, fiel a su estilo brillante y cosmopolita, se despidió del público con un montaje espectacular de La bella durmiente de Chaikovski que se estrenó en París en octubre de 1960 pocos meses antes de la muerte del Marqués de Cuevas en Cannes el 22 de febrero de 1961. Raimundo de Larrain que asumió la dirección de la compañía volvió a presentar La bella durmiente en París en junio de 1961 con Nina Vyroubova, Serge Golovine y Rudolf Nuréyev como trio estelar. Nuréyev, joven bailarín del Ballet Kírov que acababa de "escoger la libertad" durante la estancia de su compañía en París, acompañó al Ballet de Cuevas a Londres en invierno de 1961. A pesar de los éxitos las dificultades económicas obligaron a Larrain a disolver la compañía definitivamente en el verano de 1962. La despedida tuvo lugar en Atenas el 8 de agosto de 1962, tras la función de La bella durmiente.